# Lee Hyeon-seo

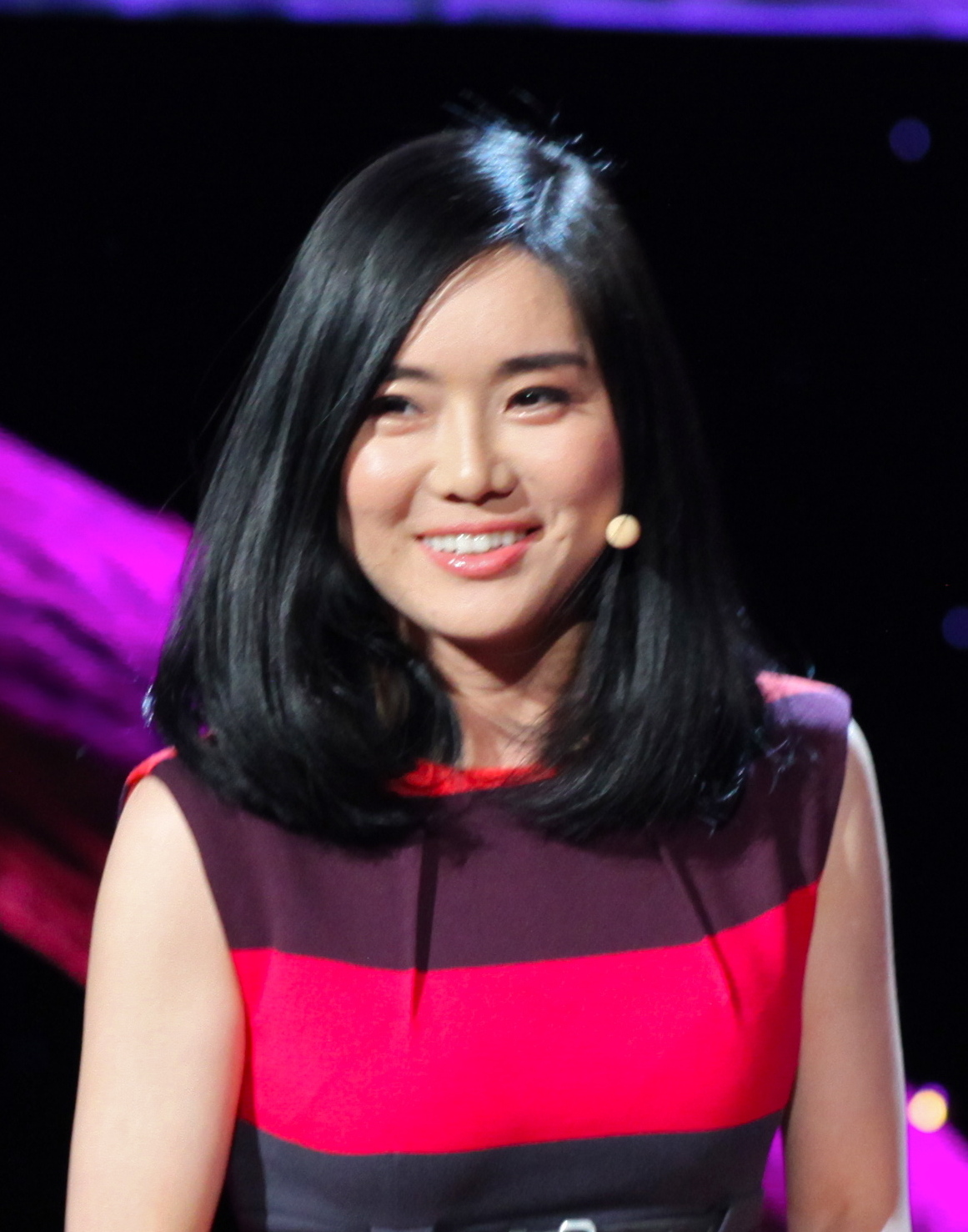
Lee Hyeon-seo nel 2013

Lee Hyeon-seo (coreano:이현서; Hyesan, gennaio 1980) è una scrittrice e attivista nordcoreana, fuggita a Seul, nella Corea del Sud dove vive, studia e ha preso nel 2008 la cittadinanza sudcoreana. In seguito è riuscita a portare fuori dalla Corea del Nord anche la sua famiglia attraverso la Cina e il Laos. È diventata famosa aver pubblicato il libro The Girl with Seven Names, in cui ha descritto la sua storia.

## Biografia
Lee Hyeon-seo è nata nel gennaio 1980 à Hyesan
Durante un TED Talk nel febbraio 2013, ha raccontato: "Quando ero giovane, pensavo che il mio paese fosse il migliore del mondo". "Sono cresciuta cantando una canzone che si chiama Rien à envy. Mi sentivo molto orgogliosa. Pensavo che la mia vita in Corea del Nord fosse normale, anche quando a 7 anni ho visto la mia prima esecuzione pubblica", che è obbligatoria fin dalla scuola elementare. La sua famiglia non era povera, ma dopo l'inizio della carestia in Corea del Nord negli anni '90, ha assistito a scene di figure sdraiate per strada e bambini persi.
Lee vide anche "un altro spettacolo scioccante vicino alla stazione ferroviaria: una donna sdraiata a terra, apparentemente morta, con un bambino affamato tra le braccia che la guardava in faccia". In seguito dichiarò che "nessuno li stava aiutando perché erano tutti preoccupati per se stessi e le loro famiglie". Abitando in una cittadina al confine con la Cina, ha raccolto le onde radio delle televisioni straniere dove vedeva persone in jeans, gioielli e trucco, "In Corea del Nord tutto questo era proibito, erano elementi del capitalismo, e quindi del declino".

## Fuga

### Cina
Nel 1997, a 17 anni, Lee lasciò la Corea del Nord da sola, attraversando un fiume ghiacciato largo undici metri, il fiume Yalu,  in combutta con un'amichevole guardia di frontiera per realizzare un sogno, una bellissima fuga che doveva durare solo pochi giorni. Tuttavia, la sua fuga venne notata e il peso dei sospetti era troppo pesante per correre il rischio di un ritorno in incognito. Sua madre le disse al telefono di non tornare in Corea del Nord. Finì così per vivere con i parenti in Cina, un paese che dava la caccia agli immigrati illegale. Cambiò più volte nome, alla fine riuscì a comprare l'identità di una ragazza con problemi mentali dell'Heilongjiang e, con essa, ottenne un passaporto e una patente di guida. Un giorno, dopo essere stata denunciata come nordcoreana, fu interrogata dalla polizia e la sua conoscenza del cinese sulla Cina venne messa alla prova.  A causa dell'insistenza di suo padre che imparasse il cinese fin dall'infanzia, superò i test.

### Corea del Sud
Dopo 10 anni in cui nascose la sua identità e visse nella paura in Cina, Lee riuscì ad arrivare in Corea del Sud. All'aeroporto internazionale di Incheon nel gennaio 2008, entrò nell'ufficio immigrazione per presentare domanda di asilo come nordcoreana. I funzionari le chiesero i documenti, la informarono dei rischi che correva, dall'arresto al ritorno della Corea del Nord. Alla fine li convinse: "Ho chiesto di chiamare il servizio di intelligence nazionale" che la portò nel centro di Seul tre ore dopo. Iniziò a studiare per l'esame di ammissione all'università.
Seguì un corso di orientamento alla vita in Corea del Sud e poi le fu data una casa in cui vivere. "Inizialmente ha sentimenti contrastanti di paura ed eccitazione, ma ambientarsi si è rivelato molto più difficile di quanto [lei] avesse previsto. Si rese conto che c'era un divario tra Nord e Sud, che andava dall'istruzione alle differenze culturali e linguistiche. [I nordcoreani e i sudcoreani] sono un popolo razzialmente omogeneo dall'esterno, ma internamente sono diventati molto diversi a causa di questi 63 anni di divisione". Soffrì anche di razzismo anti-nordcoreano e a volte pensò che "sarebbe molto più facile tornare in Cina". Dopo "un anno di confusione e disordine", però, "è finalmente riuscita a trovare un senso alla [sua] nuova vita".
Dopo la sua scoperta del mondo, ha detto: "Fino a quando avevo 17 anni, pensavo che la Corea del Nord fosse un paradiso!", "Abbiamo imparato solo cose false a scuola in Corea del Nord per tutti questi anni. Mi sento come se provenissi da una vecchia società e non avessi tempo per imparare tutto", "Quando il confine riaprirà, ci sarà il caos per i nordcoreani a cui è stato fatto il lavaggio del cervello. Avranno bisogno di aiuto. Potrò aiutarli perché avrò sperimentato tutto questo, la democrazia, il capitalismo, il mondo reale, prima di loro. Tutto ciò che faccio oggi mi prepara per questo giorno".

## La fuga della famiglia
Lee riuscì a sapere che la polizia nordcoreana aveva intercettato il denaro che aveva inviato alla sua famiglia tramite un broker e che sua madre e suo fratello Min-ho stavano "per essere trasferiti con la forza in un luogo desolato in campagna".  Lee si tormentò per un po' e decise di tornare indietro per loro, sapendo che nessuno dei due poteva parlare o capire il cinese. Tornò in Cina, dove incontrò la sua famiglia a Changbai dopo che suo fratello ha aiutato sua madre a superare il confine con la Cina.
Li guidò poi in un lungo viaggio attraverso la Cina, durante il quale "sono stati quasi catturati più volte". A un certo punto, quando sono stati fermati e interrogati da un agente di polizia, Lee gli disse che la sua famiglia, che non capiva il cinese, era composta da sordomuti che lei stava accompagnando. L'agente accettò la storia e li lasciò passare.  Al confine con il Laos, Lee incontrò un broker e lo pagò per portare sua madre e suo fratello dall'altra parte e all'ambasciata sudcoreana a Vientiane. Mentre si recava in un aeroporto in Cina per tornare in Corea del Sud, fu tuttavia tuttavia informata che sua madre e suo fratello "erano stati catturati mentre attraversavano il confine".
Si recò allora a Luang Namtha, nel Laos, dove pagò una tangente e una multa. Dopo un mese di calvario, i suoi familiari vennero rilasciati. Viaggiò con loro fino a Vientiane, dove i suoi familiari furono nuovamente arrestati e incarcerati "a breve distanza dall'ambasciata sudcoreana". Lee fece la spola tra l'ufficio immigrazione e l'Agenzia Nazionale di Polizia per quasi 50 giorni, "cercando disperatamente di far uscire la mia famiglia... ma non avevo abbastanza soldi per pagare le tangenti. Ho perso ogni speranza".
Per sua fortuna, uno sconosciuto di lingua inglese – identificato nella sua autobiografia come un affabile australiano di nome Dick Stolp – le chiese: "Cosa c'è che non va?". Lei spiegò, nel suo inglese stentato, con l'uso di un dizionario; "l'uomo è andato al bancomat e ha pagato il resto dei soldi per la mia famiglia e altri due nordcoreani per uscire di prigione". Quando lei chiese: "Perché mi stai aiutando?", lui rispose: "Non ti sto aiutando... Sto aiutando il popolo nordcoreano". Lee ha descritto questo fatto come "un momento simbolico della mia vita", con l'uomo che funge da simbolo di "nuova speranza per me e per gli altri nordcoreani... Mi ha mostrato che la gentilezza degli estranei e il sostegno della comunità internazionale sono davvero i raggi di speranza di cui il popolo nordcoreano ha bisogno".
In seguito aggiunse che quell'incontro segnò il momento "in cui la mia visione del mondo è cambiata e ho capito che c'erano molte brave persone su questo pianeta. Mi sono anche resa conto di quanto sia preziosa la vita".  Ben presto lei e la sua famiglia si ritrovarono a vivere in Corea del Sud.

## Integrazione
Nel 2011, Lee ha scritto che stava imparando l'inglese "per aumentare le [sue] prospettive", osservando che "la mancanza di inglese dei nordcoreani è un handicap" sul mercato del lavoro. In Cina, aveva dedicato molto tempo all'apprendimento del cinese, ma "non avrei mai pensato di essere così stressata per la lingua in Corea del Sud". Ha lavorato part-time e "ha seguito corsi di ragioneria in diversi istituti e ha ottenuto le certificazioni necessarie per il lavoro". Nel 2011 è stata "ammessa al dipartimento di lingua cinese dell'Università di Studi Esteri di Hankuk (con ammissione speciale). [Lei] ha scelto la lingua come [sua] specializzazione, sperando che [lei] sarebbe stata in grado di prendere parte al commercio sempre crescente con la Cina".
Ha osservato che stava "lavorando presso il Ministero dell'Unificazione della Corea del Sud come studentessa giornalista insieme agli studenti universitari sudcoreani. [Ha scritto] articoli sulle relazioni tra Corea del Nord e Corea del Sud e sulla possibilità di riunificazione". Inoltre, era una dei "50 studenti universitari fuggiti dalla Corea del Nord per il programma 'English for the Future' sponsorizzato dall'ambasciata britannica a Seul, che la aiuta a mantenere i [suoi] studi di inglese".
Faceva volontariato "per gratitudine per tutto l'aiuto che ha ricevuto da quando è arrivata qui e per la speranza di restituire il favore ad altre persone bisognose". A maggio 2014, Lee studiava ancora presso l'Università di Studi Esteri di Hankuk e lavorava come studente di giornalismo con il Ministero dell'Unificazione.

## Attivismo
Lee ha parlato delle sue esperienze a una conferenza TED a Long Beach, in California, nel febbraio 2013.   Il video di YouTube del suo discorso ha ricevuto oltre 21 milioni di visualizzazioni.
Nel maggio 2013, Lee è apparsa in un programma televisivo australiano in cui si è riunita con lo sconosciuto che l'aveva aiutata a Vientiane nel 2009, l'australiano Dick Stolp. "Ero davvero felice", ha detto Lee. "Lui dice: 'Non sono un eroe', ma io sostengo che è un eroe moderno". Stolp ha aggiunto: "Aiuti una piccola mano e questa arriva ad altre mani e pensi: 'È fantastico, è roba buona'. … Sto incontrando qualcuno che ora sta facendo cose buone, e dentro di me non posso fare a meno di sentire 'Ehi! Ho aiutato questa signora a uscire e a cambiare la sua vita'". È stata intervistata da BBC, CNN, CBS News e molte altre emittenti televisive e radiofoniche in tutto il mondo.
Nel maggio 2014 ha parlato all'Oslo Freedom Forum.
Lee è stata produttrice esecutiva del documentario Beyond Utopia sul pastore sudcoreano Kim Sungeun, che aiuta i nordcoreani a disertare. È andato in onda su PBS il 9 gennaio 2024.

## Opere
- con David John: The Girl with Seven Names. A North Korean Defector's Story, William Collins, Glasgow 2015 ISBN 978-0-00-815450-9.